# Coussé
Coussé är en ort i Benin. Den ligger i den södra delen av landet, 60 km nordväst om huvudstaden Porto-Novo. Coussé ligger 145 meter över havet och antalet invånare är 11 885.
Terrängen runt Coussé är huvudsakligen platt. Coussé ligger uppe på en höjd. Coussé är det största samhället i trakten.
Omgivningarna runt Coussé är en mosaik av jordbruksmark och naturlig växtlighet. Runt Coussé är det ganska tätbefolkat, med 160 invånare per kvadratkilometer.